# Pirata niokolona
Pirata niokolona là một loài nhện trong họ Lycosidae.
Loài này thuộc chi Pirata. Pirata niokolona được Carl Friedrich Roewer miêu tả năm 1961.